# 玫瑰之名 (迷你電視劇)
《玫瑰之名》（義大利語：Il nome della rosa）是一部与作家翁贝尔托·埃可畅销小说《玫瑰之名》 同名的歷史電視劇。由義大利廣播電視公司主导，導演是Giacomo Battiato。该剧与意大利制作公司11 Marzo Film和Palomar共同制作，由Leonine Holding进行全球播放。
《玫瑰之名》于2019年3月4日在Rai 1首次播映，在2017年11月份试播。